# 이자벨 블랑
이자벨 블랑(프랑스어: Isabelle Blanc, 1975년 7월 25일~)은 프랑스의 전직 스노보드 선수이다. 2002년 동계 올림픽에서 여자 평행대회전 금메달을 획득했고 세계 선수권 대회에서 금메달 2개, 은메달 3개를 획득했다. 
현역 은퇴 후 대중운동연합 소속 정치인으로 활동했다.